# عبد الله معتوق المعتوق
عبد الله معتوق المعتوق، هو الرئيس الحالي لمجلس إدارة الهيئة الخيرية الإسلامية العالمية منذ 2010. ولد في 2 يونيو 1957 بالكويت.

## النشأة والتعليم
عبد الله معتوق المعتوق من مواليد الكويت عام 1957، حاصل على شهادة البكالوريوس من الجامعة الإسلامية بالمدينة المنورة عام 1983، وشهادة الماجستير من جامعة الإمام محمد بن سعود الإسلامية بالمدينة المنورةعام 1985، وحاصل على شهادة الدكتوراه في الفقه المقارن من جامعة غلاسكو ببريطانيا سنة 1996.

## المناصب والأعمال
عمل المعتوق في مجلس الوزراء الكويتي كوزير للأوقاف والشؤون الإسلامية في الفترة من يونيو 2003 إلى مارس 2007، وشغل في نفس الفترة منصب وزير العدل من فبراير 2006. كما عمل أستاذاً في كلية التربية الأساسية بالهيئة العامة للتعليم التطبيقي والتدريب عام 1996، وعمل رئيساً بقسم الدراسات الإسلامية في كلية التربية الأساسية عام 1999.
الحاليا هو الرئيس لمجلس إدارة الهيئة الخيرية الإسلامية العالمية، حيث أُنتخب لرئاستها في عام 2010، وأُعيد انتخابه لفترة ثانية عام 2014، ولفترة ثالثة عام 2018، وهو أيضا مستشاراً بالديوان الأميري في دولة الكويت منذ 2010. تم تعيينه مبعوثاً للأمين العام للأمم المتحدة للشئون الإنسانية في نوفمبر عام 2012، وتم تمديد تعيينه بتلك الصفة لأربعة فترات على التوالي حتى ديسمبر 2016، في سابقة هي الأولى من نوعها لمسئول عربي بهذا المنصب الأممي. في مـارس 2017، تم تعيينه كمستشار خاص للأمين العام للأمم المتحدة برتبة وكيل أمين عام، وتم التجديد له لعام إضافي 2018. في سبتمبر 2017، تم تعيينه كعضو في مجلس كلية العلوم الاجتماعية بجامعة الكويت للعامين الجامعيين 2019/2017.

## المشاركات والفعاليات
شارك كمتحدث بمؤتمر الحوار بين أتباع الأديان من أجل السلام، تعزيز التعايش السلمي والمواطنة المشتركة بمركز الملك عبد الله بن عبد العزيز العالمي للحوار بين أتباع الأديان والثقافات، فيينا في 26 فبراير 2018. ألقى كلمة ممثلاً المنظمات غير الحكومية في مؤتمر الكويت الدولي لإعادة إعمار العراق، الكويت في 14 فبراير 2018. ترأس مؤتمر المنظمات غير الحكومية لدعم الوضع الإنساني في العراق ونجح في جمع تعهدات بقيمة 337,130,000 مليون دولار، من منظمات محلية ودولية، الكويت في 12 فبراير 2018. تبنى وأعلن مبادرة إطعام مليار شخص جائع حول العالم بالتعاون مع الأمم المتحدة والمنظمات غير الحكومية الدولية، وسيتم تنفيذها خلال مؤتمر الشراكة الذي سيعقد في الكويت أبريل 2018، واشنطن في 6 فبراير 2018.
شارك كمتحدث بالاجتماع الرفيع المستوى للتعهدات حول الأزمة الإنسانية باليمن، جنيف في 25 أبريل 2017. افتتح قرية صاحب السمو الشيخ صباح الأحمد الجابر الصباح أمير دولة الكويت لإيواء اللاجئين السوريين في مخيم «أونجبنار مدينة كيليس»، تركيا في 22 أبريل 2017, وشارك في مؤتمر القمة الإنسانية العالمية باسطنبول. وشارك في العديد من الملتقيات العالمية قالأخرة حول الإنسانية.

## تكريمات وجوائز
- اختير شخصية العام من قِبل معرض ومؤتمر دبي الدولي للإغاثة والتطوير نظراً لمساهماته الكبيرة في المجال الإنساني، دبي (23 مارس 2017)
- كُرم من قِبل المنسق المقيم للأمم المتحدة لبرنامج الأمم المتحدة الإنمائي ممثلة عن منظمات الأمم المتحدة بالكويت، الكويت (14 مارس 2017).
- كُرم من قِبل رئيس اللجنة الدولية للصليب الأحمر الدكتور بيتر ماورير، نظراً لبصمته الواضحة في الأعمال الإنسانية والإغاثية، جنيف (6 أكتوبر 2016).
- كُرم من قبل المفوَض السامي السابق لشئون اللاجئين والأمين العام للأمم المتحدة الحالي السيد أنطونيو غوتيريس، نظراً لجهوده المتميزة في المجال الإنساني، الكويت (29 نوفمبر 2015).